# Fritigern
Fritigern, o Fritigernus en la seva forma llatinitzada (mort ca. 380), va ser un cacic terving que va vèncer als romans a les victòries militars a la guerra gòtica obtenint condicions favorables per als gots, quan es va fer la pau amb Gracià al 382.

## Fritigern contra Atanaric
Fritigern i Atanaric van ser líders rivals dels tervings, i estaven dividits per qüestions religioses, doncs Fritigern, s'havia convertit a l'arrianisme de Valent mentre Atanaric mantenia les creences ancestrals. La rivalitat es va convertir en guerra, en la que Atanaric obtenia avantatge, va demanar ajuda romana. L'emperador Valent i l'exèrcit de campanya de Tràcia van intervenir la primavera del 367 travessant el Danubi a Transmarisca, fent-los fugir a les muntanyes dels Carpats, eludint l'avanç de l'emperador, que va tornar més avançat l'estiu. La primavera següent, una inundació del Danubi va impedir a Valent creuar el Danubi, i l'emperador va ocupar les tropes amb la construcció de fortificacions.
El 369, Valent va creuar de nou, des Noviodúnum i va atacar els greutungs abans d'enfrontar-se amb els teruings, als que va derrotar però no va anorrear cap dels dos pobles. Després de tres anys de penúries per la guerra, els gots van demanar la pau i Atanaric va signar el tractat de Noviodunium, que va marcar en gran manera les relacions entre gots i romans, incloent el lliure comerç i l'intercanvi de tropes com a tribut, i Valent sentiria la pèrdua de guerrers en els anys següents.

## Creuament del Danubi
El 370 els huns derrotaren als alans del Volga, que van ser també vençuts i forçats a servir en el seu exèrcit juntament amb altres pobles germànics. Les notícies relatades pels refugiats van posar els gots en peu de guerra, però quan en 376 els huns van travessar el Dnièster els greutungs van ser derrotats igualment. Al contrari que els seus germans orientals, els teruings van tenir ocasió de fugir i la van aprofitar i Alaviv i Fritigern van demanar a Valent el 375 la protecció de l'Imperi Romà que van obtenir després de ser demanats per la seva cristiandat, a la que s'havien convertit amb anterioritat, i van dirigir al seu poble creuant el Danubi el 376 unint-se als taifals i els greutungs de Farnobius. S'estima que van creuar el Danubi 200.000 visigots i es van establir a Mèsia, en territori romà com a federats.
Durant l'any 377 Valent va romandre a Antioquia, des d'on esperava forçar la sortida dels gots, als quals no donava proveïment. El comes Lupicí i el dux Màxim els fustigaven amb les forces que comandaven i intentaven que tornessin a travessar el Danubi, però van haver de servir-se dels soldats que vigilaven la frontera, que va quedar desguarnida, i Safrax i Alateu, els regents greutungs es van adonar i van entrar a territori romà amb les seves forces tot i que el permís els havia estat negat i es van unir a Fritigern prop de Marcianòpolis.
Lupicí va convidar Alaviv i Fritigern a un banquet a Marcianòpolis que se suposava de reconciliació, però que va acabar en una batalla en la qual Alaviv va morir i els romans foren derrotats i Lupicí i tota la tropa romana de Tràcia va desaparèixer i els teruings van dominar durant gran part de la província. Aleshores, els gots que estaven acampats a prop d'Adrianòpolis van decidir travessar l'Hel·lespont, però abans van demanar proveïment a la ciutat i el magistrat en cap, irritat pels saqueigs que havien fet per la rodalia, els va atacar sent derrotat. Aquests gots es van unir a Fritigern, que es va convertir en líder únic dels teruings, va declarar la guerra a l'Imperi Romà, dirigint-se a Adrianòpolis, a la qual van posar setge. La ciutat no la va poder ocupar, però els gots es van fer els amos de tota la regió, que van saquejar a plaer.

## Fritigern contra Valent
Els teruings, que havien conservat les seves armes en travessar el Danubi, i van aconseguir-ne més en fàbriques atacades, serien una amenaça formidable. Valent esperava vèncer als gots per gana, i va ordenar concentrar les reserves de menjar en les ciutats emmurallades, inaccessibles als atacants, i va cridar les seves tropes d'Armènia i va demanar suport a Flavi Gracià, tropes que es van enfrontar a la batalla d'Els Salzes i poc més tard al grup de Farnobius, que morí en combat. La guerra va continuar i el 9 d'agost de 378, Fritigern va venjar a la batalla d'Adrianòpolis en la que Valent va morir la derrota dels seus parents a la batalla de Naïssus de 109 anys abans.
La victòria de Fritigern va portar als Teruings a obtenir el control de gran part de la península dels Balcans. Encara que el seu exèrcit no tenia els instruments de setge necessària per a prendre la capital romana de Constantinoble, van saquejar Grècia, deixant només petites zones del país sense atacar, incloent la ciutat d'Atenes, batallant als romans dos anys després de la seva gran victòria.